# Стааль, Вальтер
Вальтер Стааль (нидерл. Walterus Staal, 29 октября 1839 года, Velp, Нидерланды — 30 июня 1897 года, Голландская Ост-Индия) — католический прелат, четвёртый апостольский викарий Батавии с 23 мая 1893 года по 30 июня 1897 года. Член монашеского ордена иезуитов.

## Биография
Получил богословское образование в Кулемборге. 29 сентября 1858 года вступил в орден иезуитов. Продолжил своё образование в Лавале, Франции. 1 сентября 1872 года рукоположён в священники. В последующем отправился на миссию в Голландскую Ост-Индию. С феврале 1875 года служил в Батавии.
Занимался пастырской деятельностью среди католиков китайского происхождения. Совершал многочисленные миссионерские поездки на островах Банка, Борнео, в провинциях Бенкулу, Риау и на восточном побережье Суматры.
23 мая 1893 года папа римский Лев XIII назначил титулярным епископом Маурикастры и апостольским викарием Батавии. 12 ноября 1893 года в Кулемборге состоялось его рукоположение в епископы, которое совершил архиепископ Утрехта Петрус Маттиас Сникерс в сослужении с епископом Рурмонда Франциском Антонием Хубертом Бурмансом и епископом Бреды Петрусом Лёйтеном.
Умер 30 января 1897 года во время пастырской поездки на борту судна «De Arend» в районе архипелага Кай в море Банда. Похоронен в Батавии на колониальном кладбище Таман-Прасасти.